# باریچ
باریچ (به صربی: Barič) یک منطقهٔ مسکونی در صربستان است که در اوبرنوواتس واقع شده‌است. باریچ ۱۴٫۶۹ کیلومتر مربع مساحت و ۶٬۹۱۸ نفر جمعیت دارد و ۱۳۳ متر بالاتر از سطح دریا واقع شده‌است.